# Kwinana Beach
Kwinana Beach är en strand i Australien. Den ligger i delstaten Western Australia, omkring 34 kilometer söder om delstatshuvudstaden Perth.
Runt Kwinana Beach är det i huvudsak tätbebyggt. Runt Kwinana Beach är det ganska tätbefolkat, med 207 invånare per kvadratkilometer. Genomsnittlig årsnederbörd är 1 018 millimeter. Den regnigaste månaden är maj, med i genomsnitt 176 mm nederbörd, och den torraste är februari, med 9 mm nederbörd.